# Elias Arizcuren
Elias Arizcuren (* 1943) ist ein im Baskenland geborener spanischer Cellist und Dirigent.
Arizcuren erhielt ersten Cellounterricht bei seinem Vater und studierte dann bei Gaspar Cassadó, André Navarra und Sándor Végh. 1969 gründete er in Amsterdam das Trio Mendelssohn, mit dem er Tourneen durch Europa und die USA unternahm und zahlreiche Aufnahmen einspielte.
1981 entwickelte er ein Video-Methode für den Unterricht der Spieltechnik des Violoncellos. Daneben verfasste er Schriften über die Geschichte des Cellos und gab Literatur für das Instrument heraus.
Arizcuren wirkt international als Dirigent und Jurymitglied bei Musikwettbewerben; er gibt  Meisterkurse und unterrichtete an den Konservatorien von Amsterdam und Utrecht.
1989 gründete er das Cello-Oktett Conjunto Ibérico, das vor allem zeitgenössische Musik aufführt und Widmungsträger von Werken Xenakis’, Nobres, Halffters, Pärts, Boulez’, Donatonis, de Pablos, Bussottis, Denissows, Loevendies, Rileys, Kagels und Glass’ ist.
| Personendaten    | Personendaten                   |
| ---------------- | ------------------------------- |
| NAME             | Arizcuren, Elias                |
| KURZBESCHREIBUNG | spanischer Cellist und Dirigent |
| GEBURTSDATUM     | 1943                            |